# Eleição municipal de Juazeiro do Norte em 1988
A eleição municipal de 1988 em Juazeiro do Norte aconteceu em 15 de novembro de 1988, com o objetivo de eleger prefeito e vice-prefeito da cidade e membros da Câmara de Vereadores.
O prefeito titular era Manoel Salviano, do PMDB. Quatro candidatos concorreram à prefeitura de Juazeiro do Norte. Carlos Cruz, do PMDB, foi eleito com 53,38% dos votos.

## Contexto histórico
Eleito em 1982 pelo PDS, Manoel Salviano acabou saindo do partido junto do  grupo político do governador Gonzaga Mota, indo para o PMDB. Mais tarde, se juntaria ao partido o ex-prefeito e então deputado Mauro Sampaio, para fazer contraponto ao grupo da família Bezerra de Menezes. A eleição de 1988 marca a perpetuação do grupo na prefeitura de Juazeiro do Norte, com o candidato Carlos Cruz, apoiado pelo governador Tasso Jeireissati. 

## Candidatos
Nota: a tabela a seguir está organizada por ordem alfabética de candidatos.
| Prefeito(a)        | Prefeito(a) | Prefeito(a) | Vice-Prefeito (a)         | Coligação       | Nº |
| Candidato(a)       | Partido     | Partido     | Vice-Prefeito (a)         | Coligação       | Nº |
| ------------------ | ----------- | ----------- | ------------------------- | --------------- | -- |
| Arnon Bezerra      |             | PFL         | Francisco Carlos Macedo   | Sem Informações | 25 |
| Carlos Cruz        |             | PMDB        | Raimundo Macêdo           | Sem Informações | 15 |
| Gilberto Magalhães |             | PL          | José Cazuza de Figueiredo | Sem Informações | 22 |
| Lino Alves         |             | PT          | Luiz Alves Neto           | Sem Informações | 13 |

## Resultado

### Prefeito
| Partido | Partido | Candidato          | Votos  | Votos (%) |
| ------- | ------- | ------------------ | ------ | --------- |
|         | PMDB    | Carlos Cruz        | 32 085 | 53,38%    |
|         | PFL     | Arnon Bezerra      | 26 851 | 44,67%    |
|         | PL      | Gilberto Magalhães | 624    | 1,04%     |
|         | PT      | Lino Alves         | 550    | 0,91%     |
| Totais  | Totais  | Totais             | 60 110 |           |
| Fonte:  |         |                    |        |           |

### Vereadores eleitos
| Candidato(a)             | Partido | Votação |
| ------------------------ | ------- | ------- |
| Marcos de Matos          | PMDB    | 1.670   |
| José de Amélia           | PFL     | 1.199   |
| Gualberto Brandão        | PMDB    | 1.184   |
| Francisco Vieira         | PMDB    | 1.172   |
| Francisco Vasques        | PMDB    | 1.131   |
| Valdy Sabiá              | PFL     | 1.115   |
| Pedro Bandeira           | PFL     | 1.091   |
| Raimundo Cabral          | PMDB    | 1.053   |
| Francisco Barbosa        | PFL     | 1.019   |
| Francisco Teles          | PMDB    | 1.012   |
| Antônio Gonçalves        | PMDB    | 936     |
| Agnaldo de Souza         | PMDB    | 928     |
| Raimundo de Sá e Souza   | PSDB    | 921     |
| João Santana             | PMDB    | 920     |
| Pedro Borges             | PFL     | 895     |
| Pedro Orlando de Alencar | PST     | 863     |
| Getúlio Granjeiro        | PFL     | 845     |
| Adeíldo da Silva         | PMDB    | 791     |
| Luiz de Macêdo           | PMDB    | 727     |
| Manoel de Lima           | PMDB    | 699     |
| Francisco Pinheiro Teles | PL      | 594     |